# Lommerange
Lommerange là một xã trong vùng hành chính Lothringen, thuộc tỉnh Moselle, quận Thionville-Ouest, tổng Fontoy. Tọa độ địa lý của xã là 49° 19' vĩ độ bắc, 05° 58' kinh độ đông. Lommerange nằm trên độ cao trung bình là 281 mét trên mực nước biển, có điểm thấp nhất là 230 mét và điểm cao nhất là 327 mét. Xã có diện tích 8,06 km², dân số vào thời điểm 2005 là 315 người; mật độ dân số là 39,1 người/km². Lommerange nằm về phía tây-bắc của Thionville, thuộc Pháp từ năm 1766.